# Prosopocera muchei
Prosopocera muchei är en skalbaggsart som beskrevs av Stefan von Breuning 1974. Prosopocera muchei ingår i släktet Prosopocera och familjen långhorningar.
Artens utbredningsområde är Botswana. Inga underarter finns listade i Catalogue of Life.